# Барджелло
Барджелло (итал.  Palazzo e Museo Nazionale del Bargello — Дворец и Национальный музей Барджелло) — старейшее общественное здание Флоренции в Тоскане. В Средние века служило резиденцией подеста и городского совета (итал. Palazzo del Popolo), затем — тюрьмой и казармой. C XIX века в здании размещается выдающийся музей итальянского искусства, преимущественно скульптуры, эпохи Возрождения. В настоящее время в Национальный музей Барджелло входят также Капелла Медичи, церковь Орсанмикеле, Палаццо Даванцати и Каза Мартелли.

## История

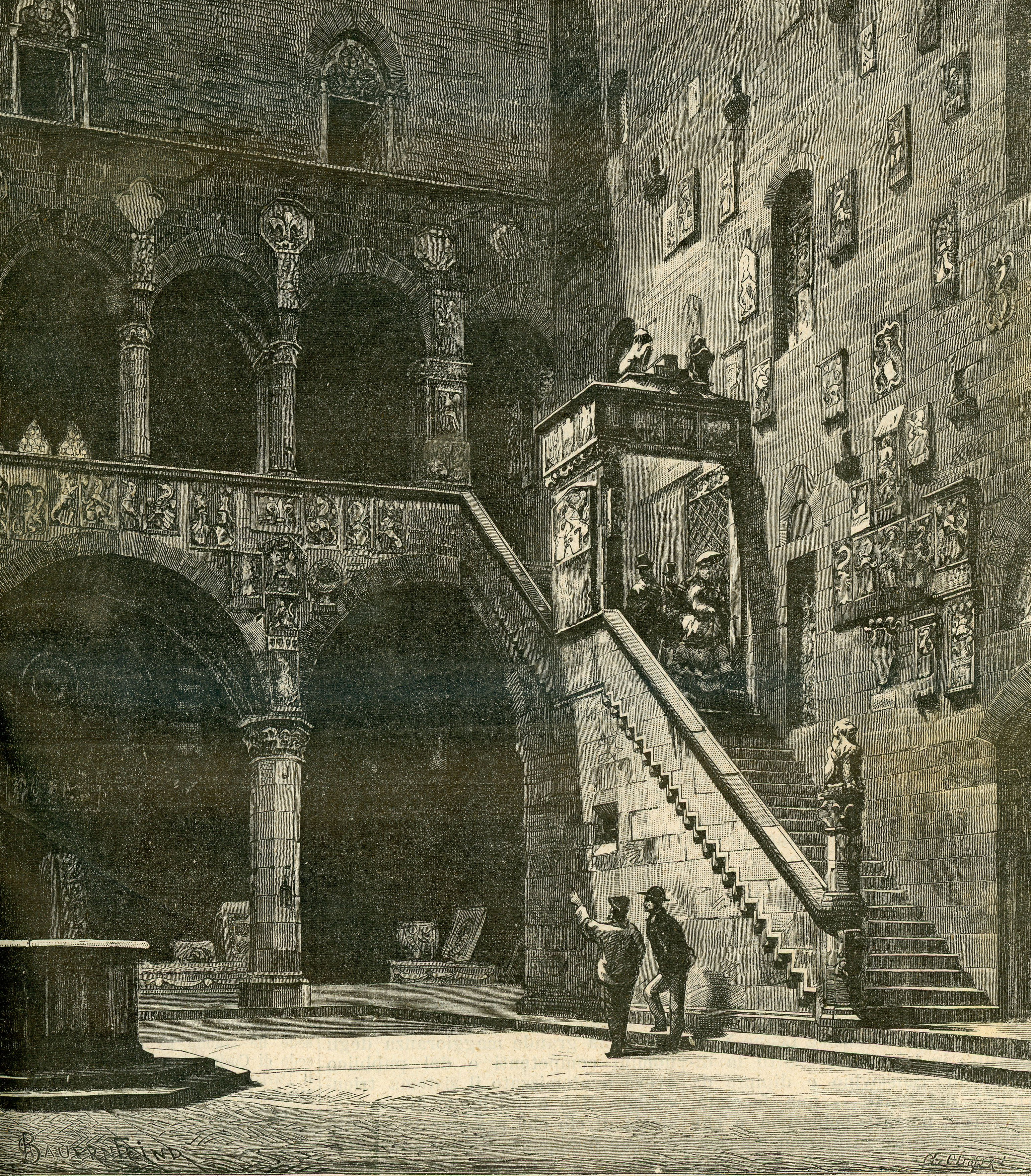
Кортиле Палаццо Барджелло во Флоренции. Рисунок Г. Бауернфейнда. 1887

Слово «Bargello» происходит от позднелат. bargillus, от лангобардского barigildus — «охранник, начальник стражи» (должность при дворе каролингских правителей). Отсюда и прозвание «капитана стражи», распространённое в северной Италии: «барджелло».
Дворец Барджелло был построен для «Капитана народа» (Capitano del Popolo) свободной флорентийской республики и поэтому вначале именовался «Дворцом народа» (Рalazzo del Popolo). В средние века звание «капитана народа» присваивали представителю среднего, цехового сословия, обязавшегося хранить мир и покой города («капитан правосудия»). Во Флоренции он обычно призывался из другого города, чтобы препятствовать проявлениям непотизма. С 1261 года дворец стал резиденцией подеста и верховного магистрата города.
В 1574 году герцоги Медичи упразднили пост подеста, а в Барджелло водворился глава городской стражи. Здание служило тюрьмой, казни происходили во дворе здания — до того времени, пока герцог Пьетро Леопольдо первым из европейских монархов не объявил в 1786 году о полном запрете смертной казни. Эдиктом герцога Леопольда 5 июля 1782 года здание отвели для заседаний Трибунала Святой инквизиции.
В 1859—1865 годах в здании проводили реставрационные работы, по окончании которых в 1865 году в здании Барджелло был открыт Национальный музей.

## Архитектура
Здание Барджелло считается образцом «вернакулярного стиля», типичного для средневековой архитектуры Тосканы — своеобразного соединения античного наследия с влияниями ломбардской школы. Оно имеет сторожевую башню, прямоугольные «зубцы гвельфов» и характерные стрельчатые арочки-машикули на консолях, венчающие здание, и арочные венецианские окна. Считается, что Барджелло служило образцом при постройке Палаццо Веккьо. Строительство здания началось в 1255 году с видом на Виа дель Проконсоло, затем оно было перестроено по образцам башни Босколи, некоторых домов и башни Бадиа Фиорентина. Между 1340 и 1345 годами здание строил Нери ди Фиораванте.
Когда здание было построено, в 1256 году, оно имело два этажа. Третий этаж, сложенный из меньших блоков, добавлен после пожара 1323 года. Уникальным памятником тосканской архитектуры является двор («кортиле») палаццо с двухъярусными лоджиями, фонтаном и эффектной лестницей, ведущей на второй этаж, построенной Нери ди Фиораванте в 1345—1367 годах. В Средние века, в неспокойное время грабежей и сражений на городских улицах, именно внутренний закрытый двор был центром семейной жизни владельцев дома. Пилон лестницы венчает каменная скульптура геральдического льва «Мардзокко» («Маленького Марса», символа Флоренции, реплика работы скульптора Донателло 1418—1420 годов). По периметру двора расставлены многие образцы флорентийской скульптуры, рельефы, саркофаги. На стенах лоджий (галерей) двора прикреплены гербы правителей города, красочные эмблемы городских кварталов (сестиери).

## Шедевры Музея Барджелло
При формировании музея из Галереи Уффици в Барджелло перенесли многие бронзовые и мраморные скульптуры и предметы декоративно-прикладного искусства: изделия из майолики, воска, янтаря, слоновой кости, расписные эмали, ювелирные изделия. Другие экспонаты поступили от частных лиц и от государственных учреждений: Государственного архива, Монетного двора. После объединения Италии в 1861 году собрание будущего музея было пополнено за счёт реквизированных ценностей монашеских орденов.
В 1887 году по случаю пятисотлетнего юбилея со дня рождения выдающегося скульптора Донателло для размещения работ художника и флорентийской скульптуры XV века был создан отдельный зал.
В небольшом зале первого этажа экспонируется скульптура итальянского проторенессанса, в том числе статуя Мадонны с Младенцем Тино ди Камаино, скульптуры Паоло ди Джованни, Лапо де Барди, Арнольфо ди Камбио. На первом этаже также можно увидеть шедевры Микеланджело: раннее произведение мастера, статую «Вакха», мраморный бюст «Брут», рельеф Тондо Питти, статую «Давид-Аполлон», а также мраморный бюст Козимо I Медичи работы Баччо Бандинелли и бронзовый бюст Козимо I — произведение Бенвенуто Челлини.
Среди иных шедевров собрания музея Барджелло — знаменитый «Давид» работы Донателло, его же Святой Георгий), предназначенный для фасада церкви Орсанмикеле (на фасаде установлена копия), «Вакх» Сансовино, другие произведения Бенвенуто Челлини, в том числе одна из бронзовых отливок (уменьшённого размера) знаменитой статуи «Персея». Оригинал установлен в Лоджии деи Ланци на площади Синьории.
На втором этаже музея можно увидеть другие произведения Донателло: Лев «Мардзокко», терракотовый бюст Никколо да Уццано, бронзовый «Амур-Атис», произведения Андреа Верроккио, среди них бронзовая статуя Давида, скульптурные произведения Антонио Росселлино, Франческо Лаураны. В отдельном зале — шедевры цветной майолики мастерской Андреа и Джованни делла Роббиа, в следующих залах — расписные эмали из французского Лиможа, рельефы Ф. Брунеллески и Л. Гиберти для конкурса на создание Северных дверей флорентийского Баптистерия и многое другое.
Отдельные залы посвящены экспозициям старинного оружия, коллекции медалей.

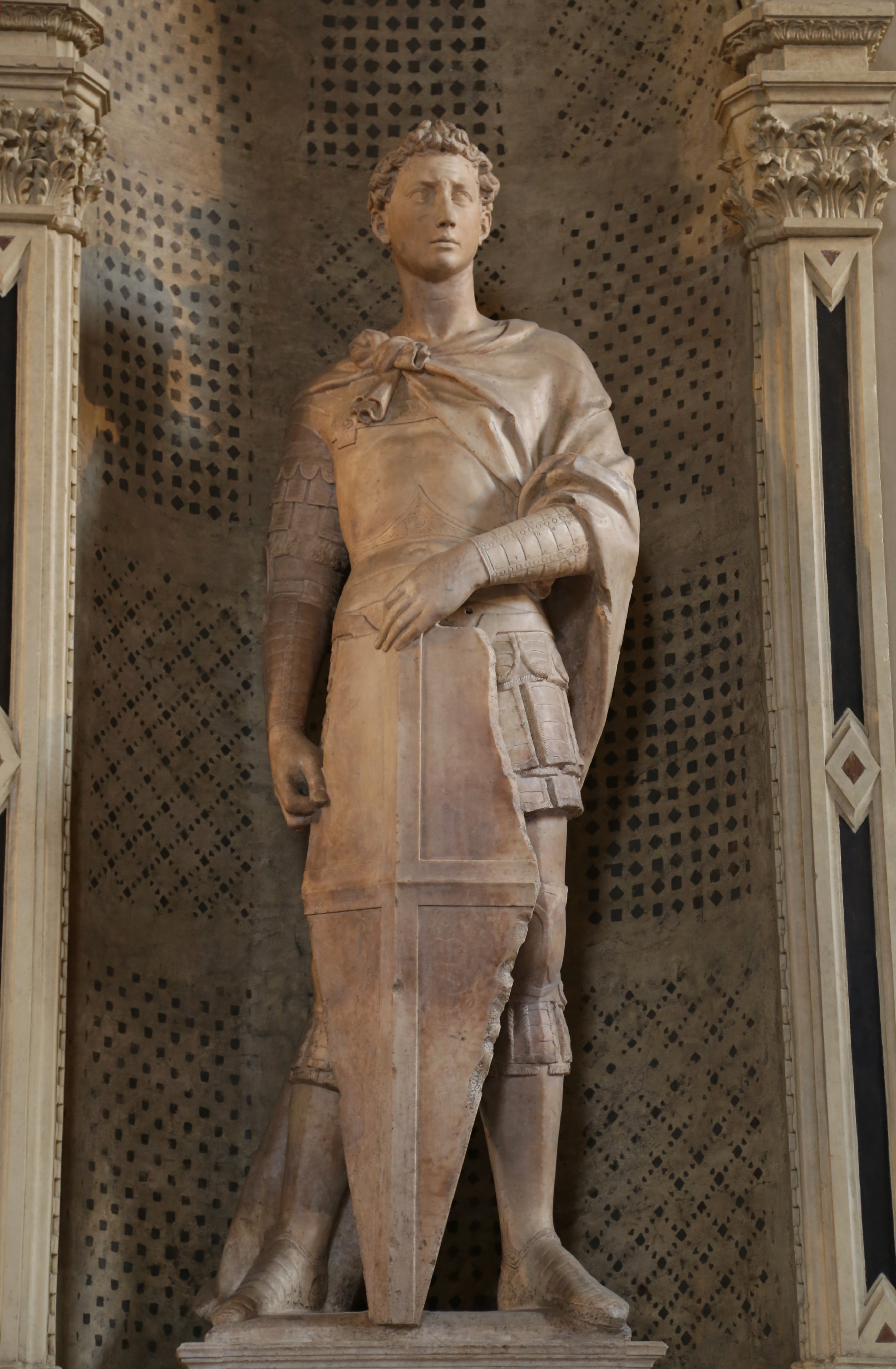
Донателло. Святой Георгий. 1416—1417. Мрамор
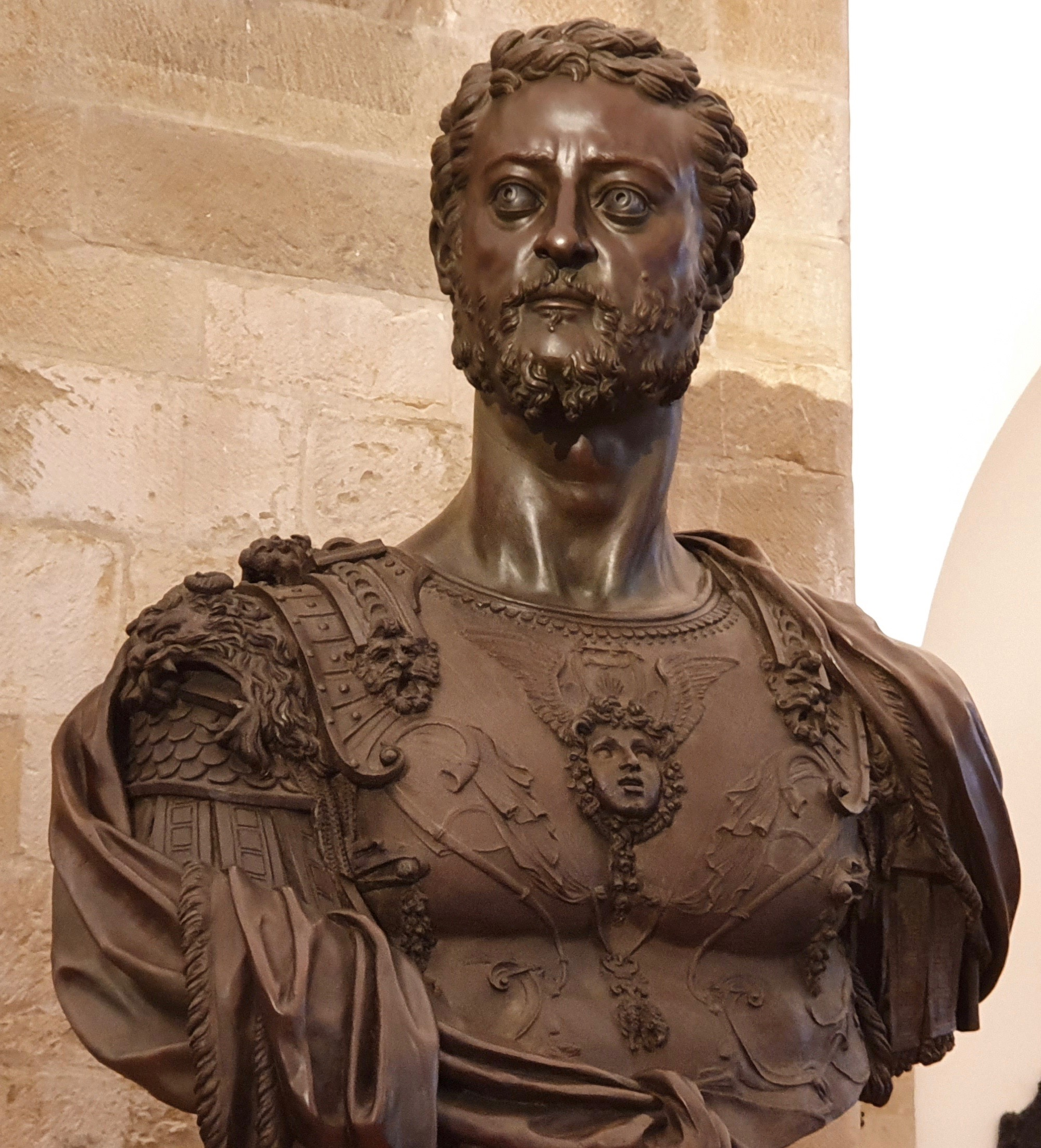
Б. Челлини. Бюст Козимо I. 1545—1547. Бронза
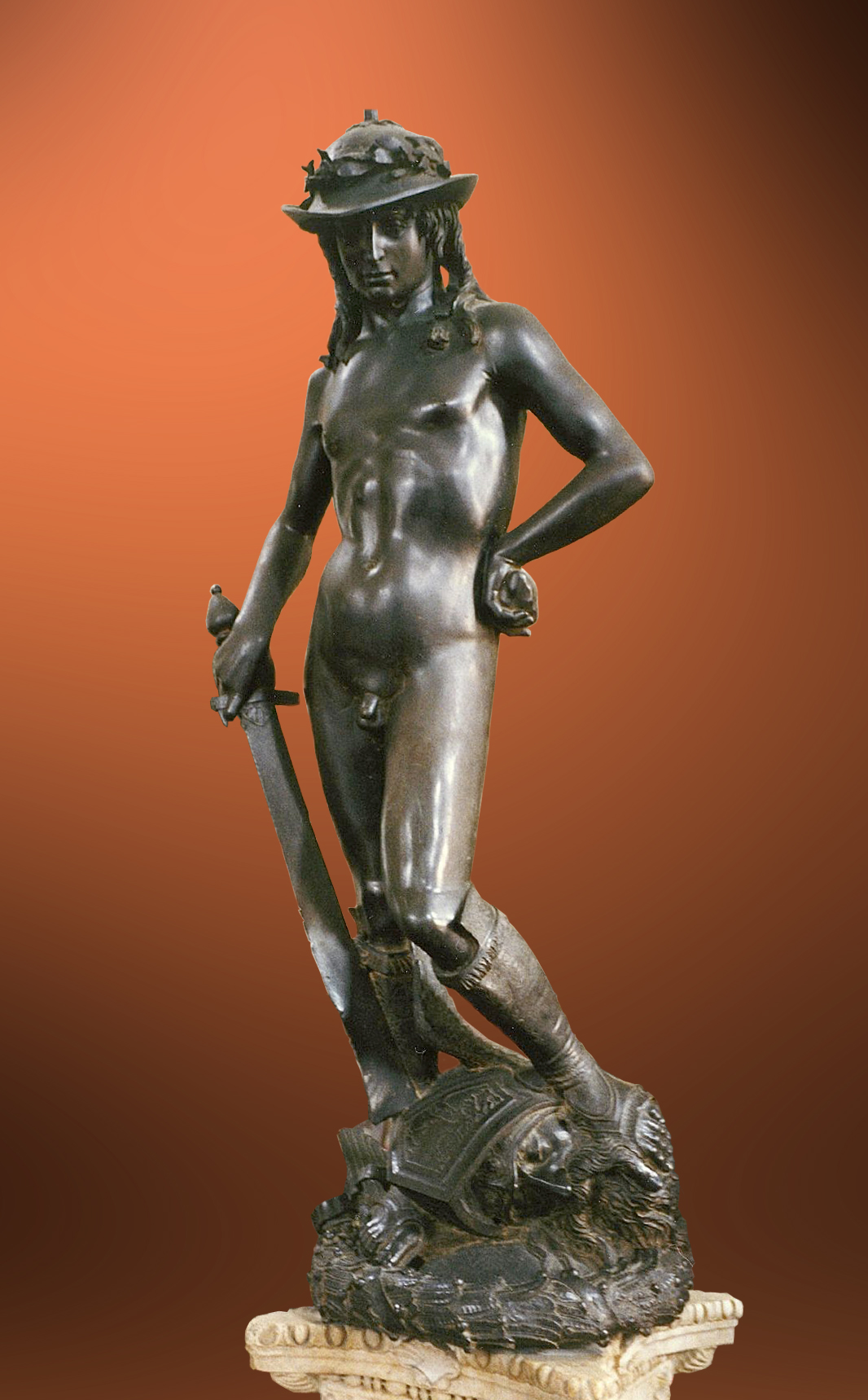
Донателло. Давид. 1430—1440. Бронза
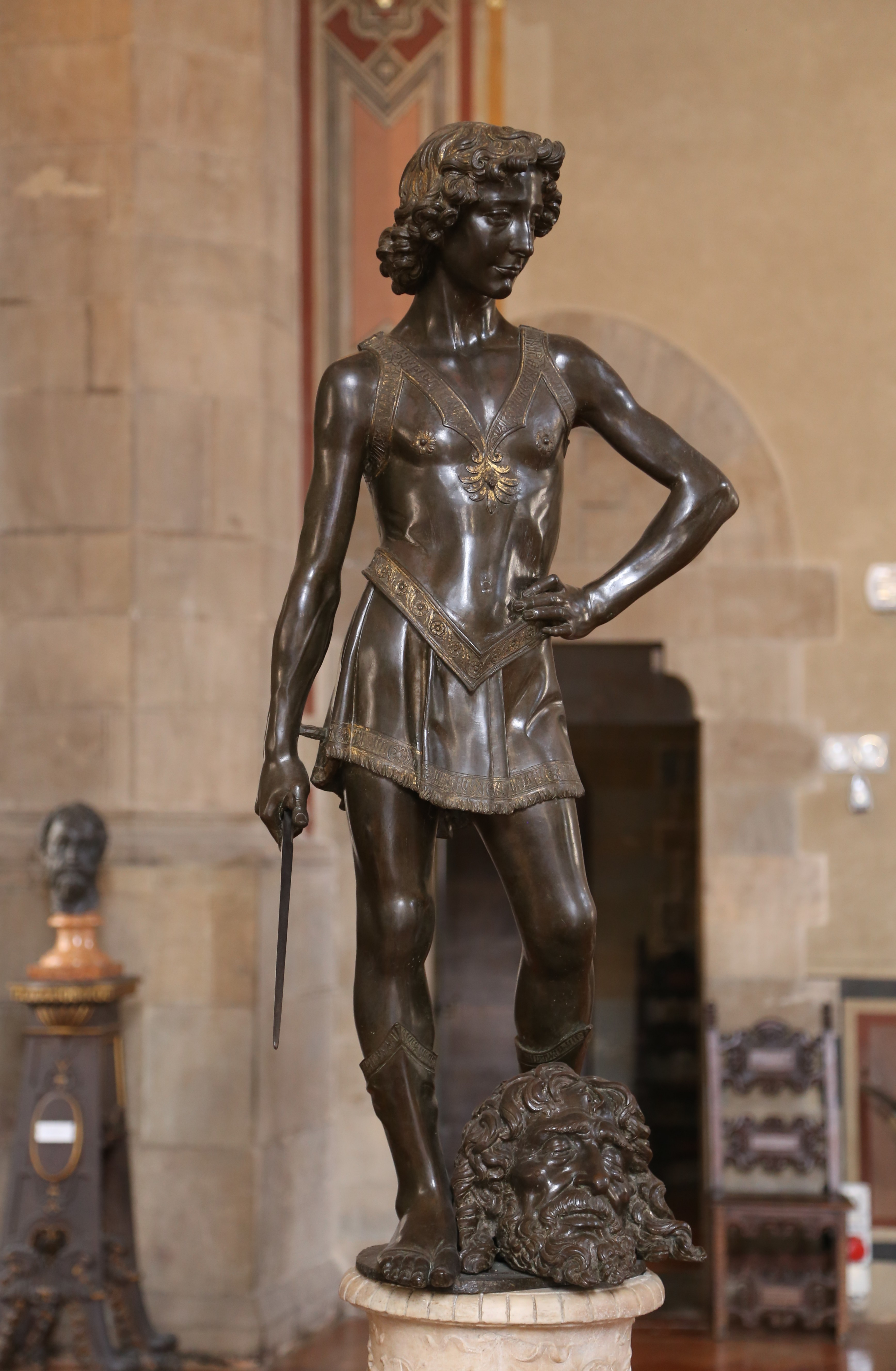
А. Верроккио. Давид. 1473—1476. Бронза
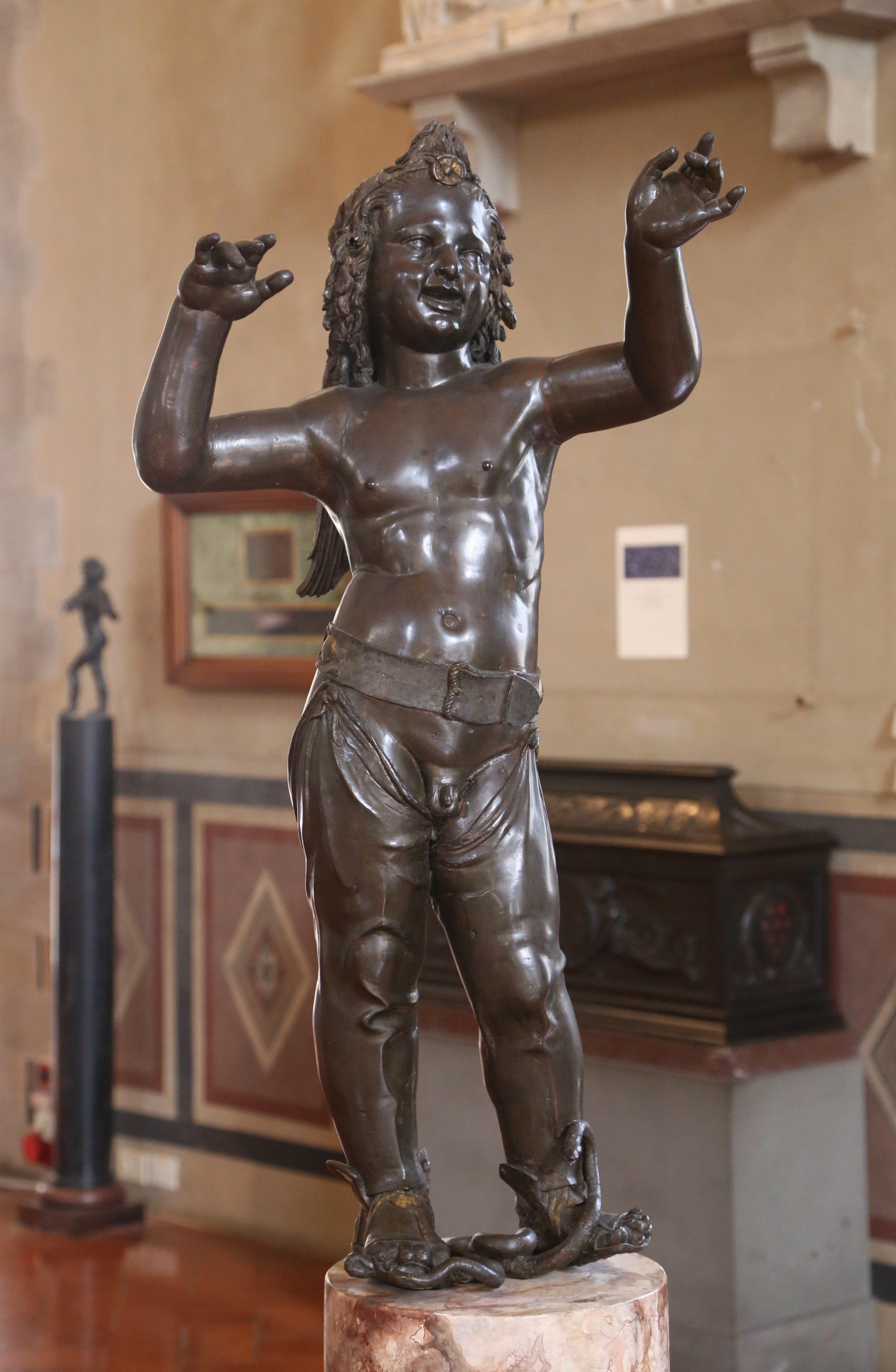
Донателло. Амур-Атис. Около 1440. Бронза
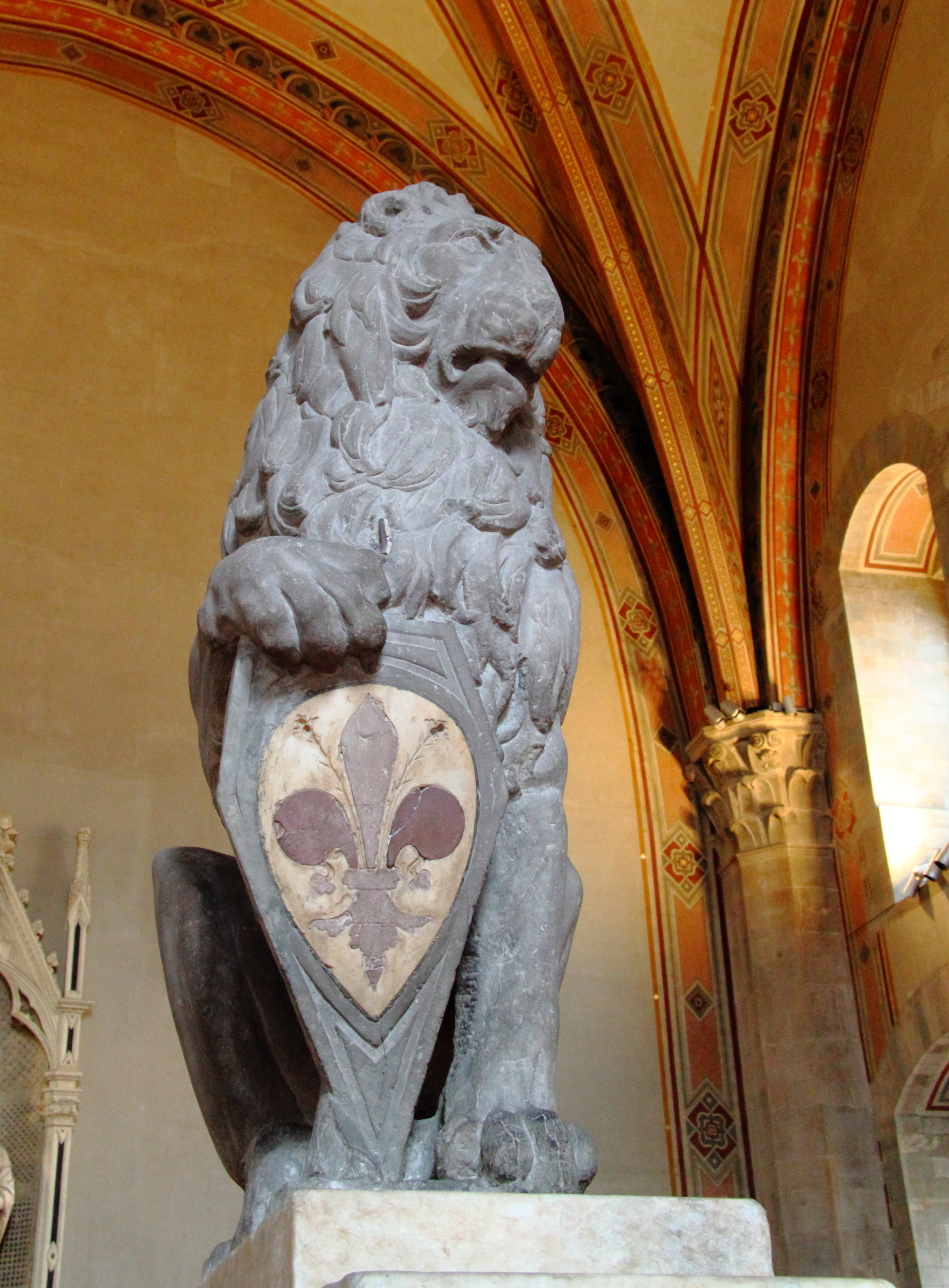
Донателло. Мардзокко. Песчаник. 1420
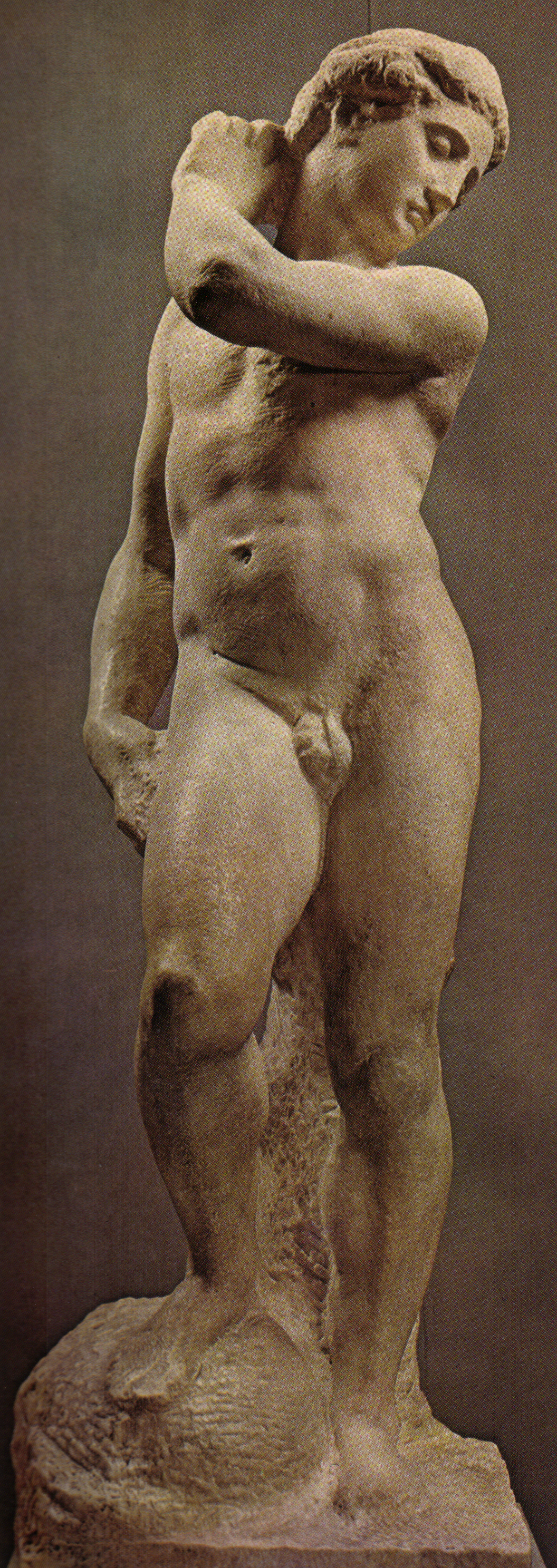
Микеланджело. Давид-Аполлон. 1530—1532. Мрамор
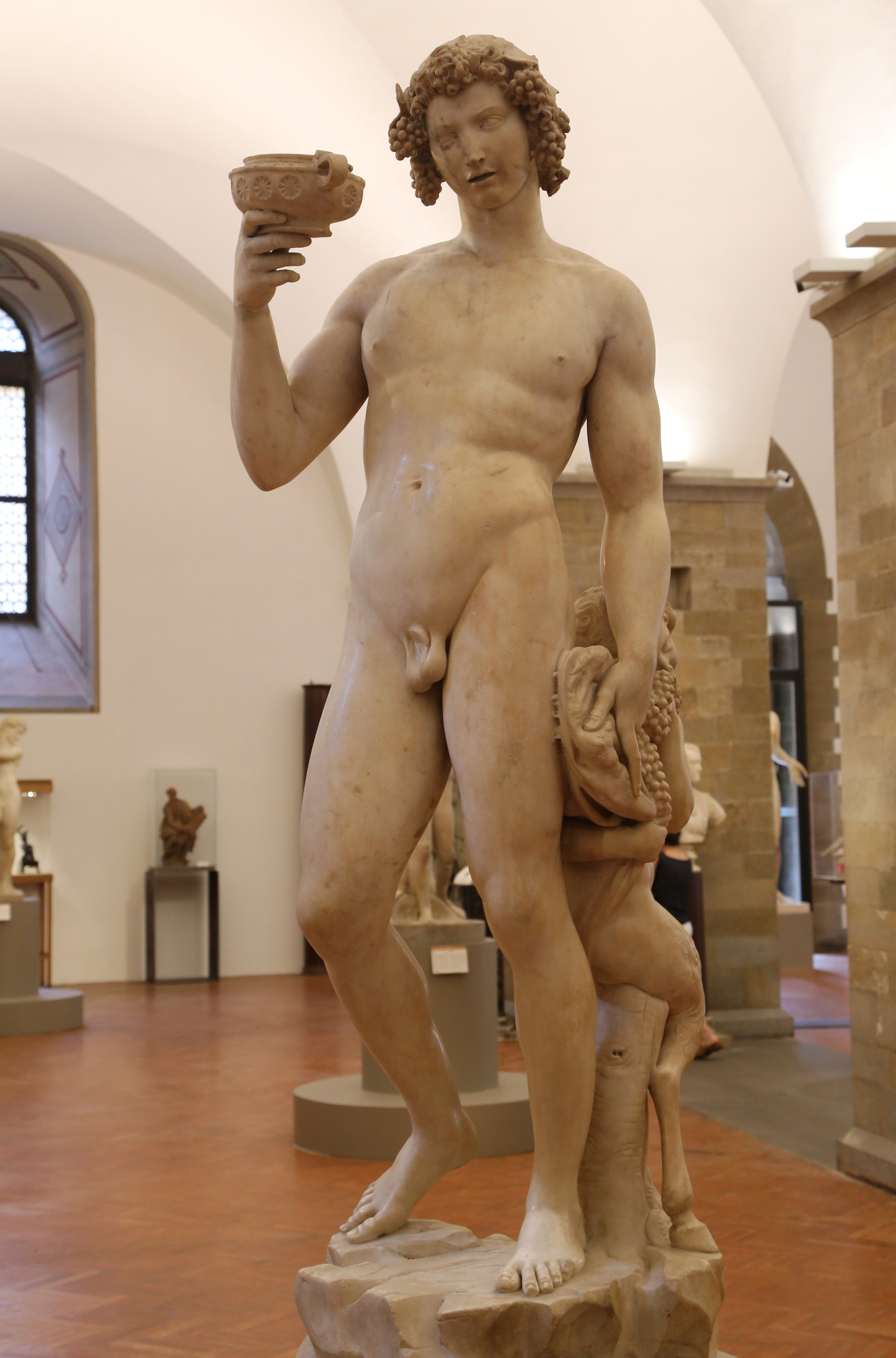
Микеланджело. Вакх. 1496—1497. Мрамор
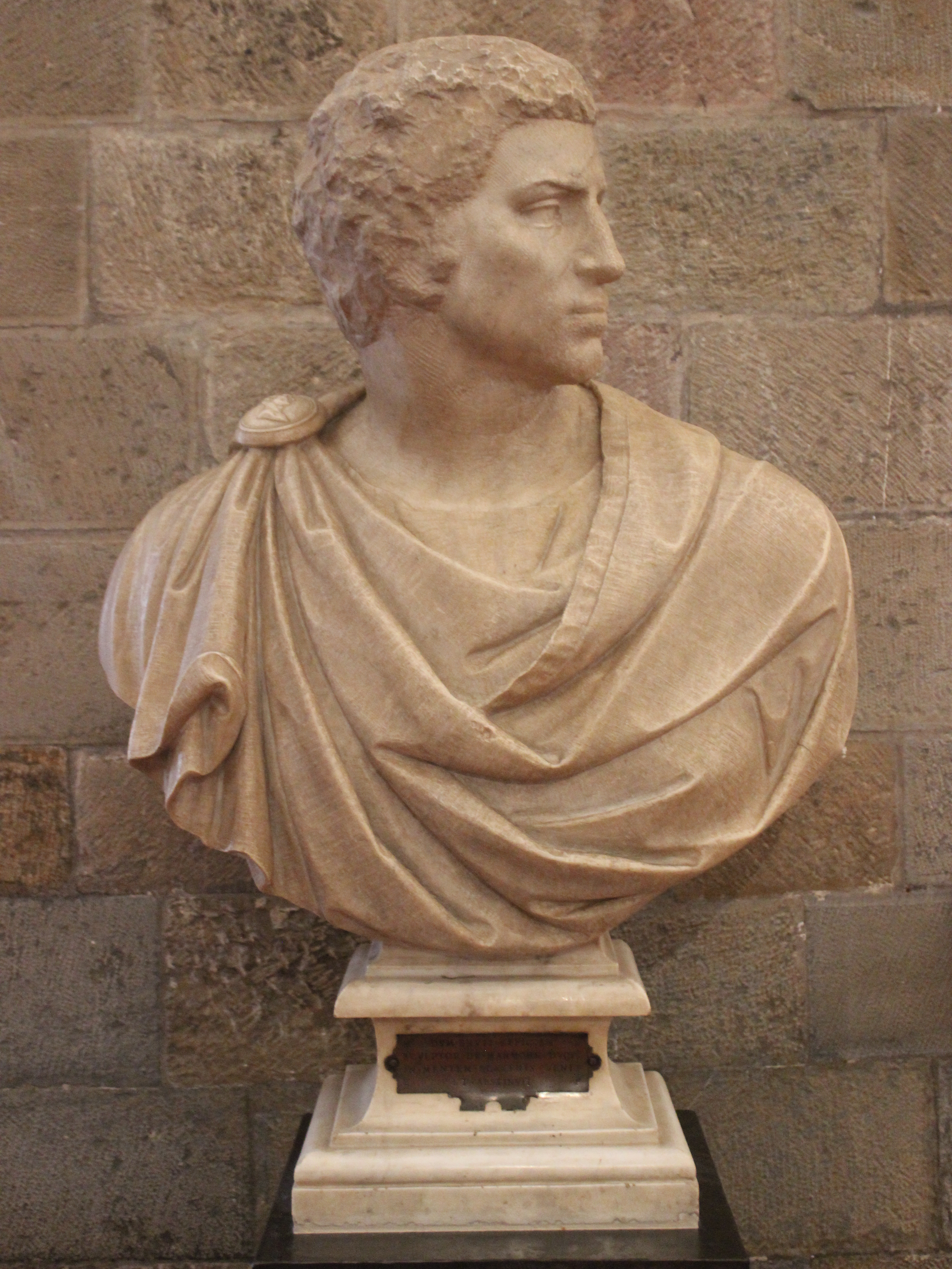
Микеланджело. Брут. 1540. Мрамор
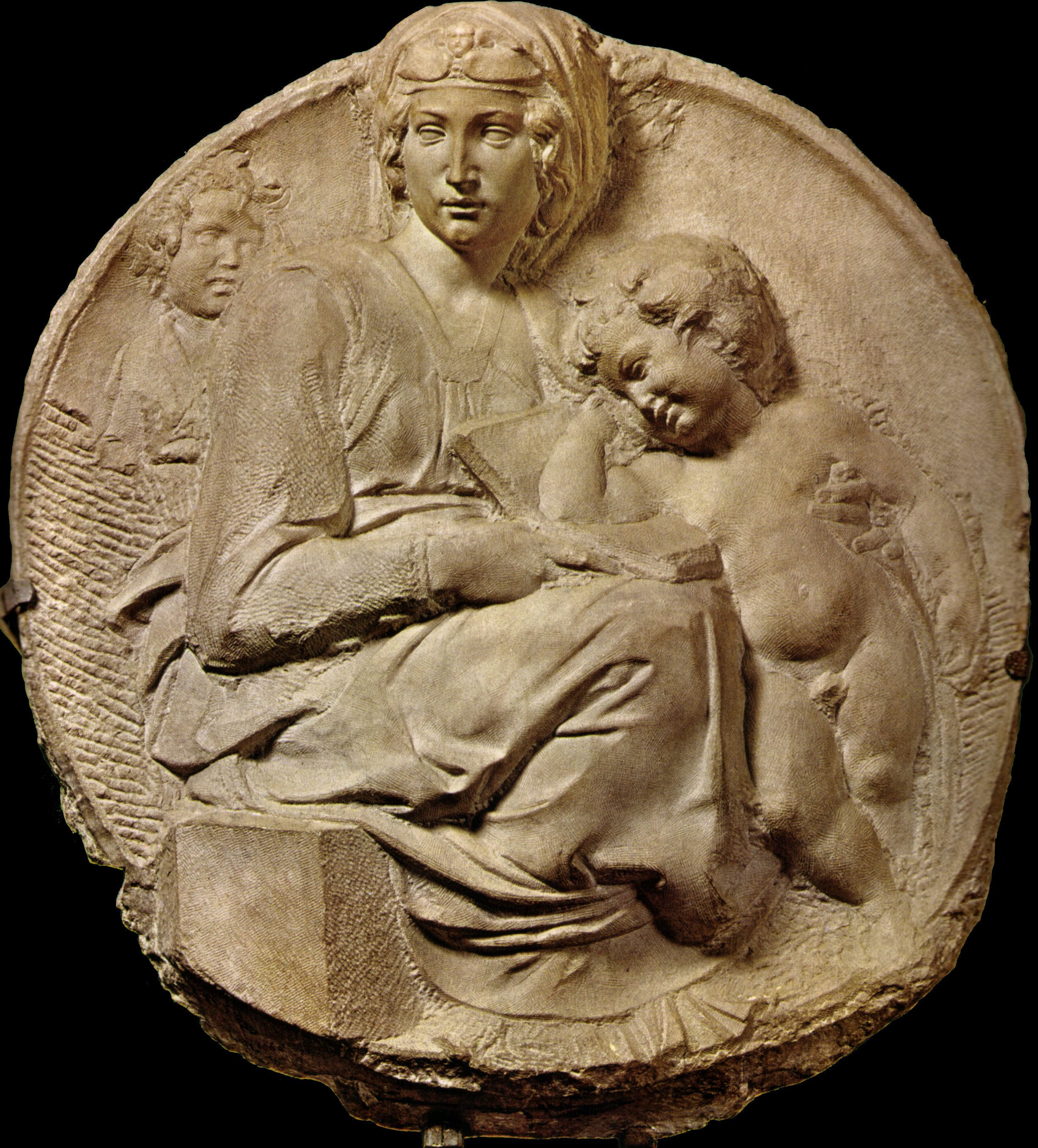
Микеланджело. Тондо Питти. 1503—1505. Мрамор
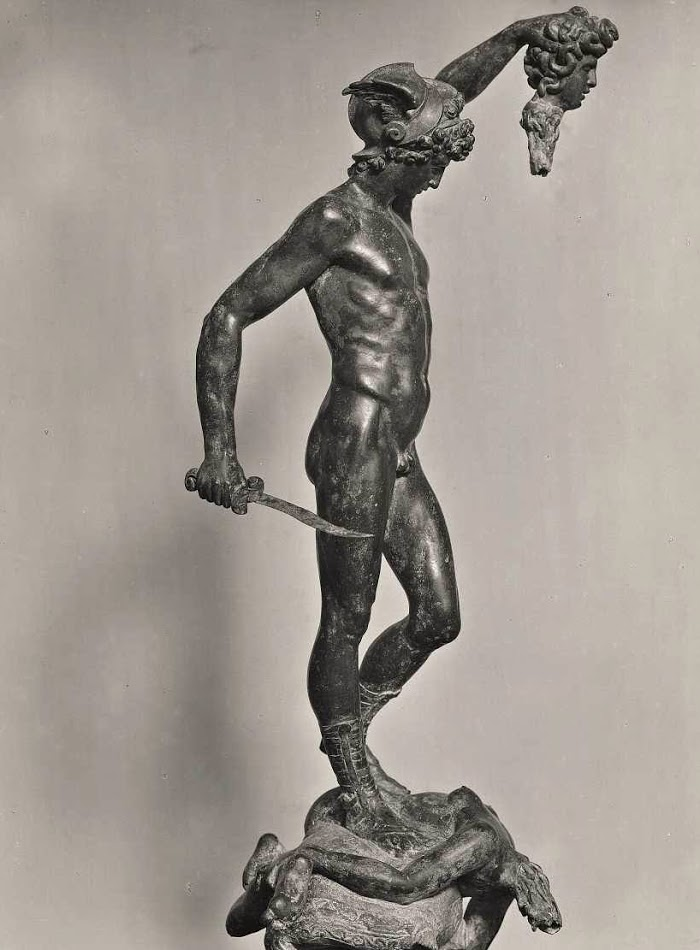
Б. Челлини. Персей с головой медузы. Модель. 1545. Бронза
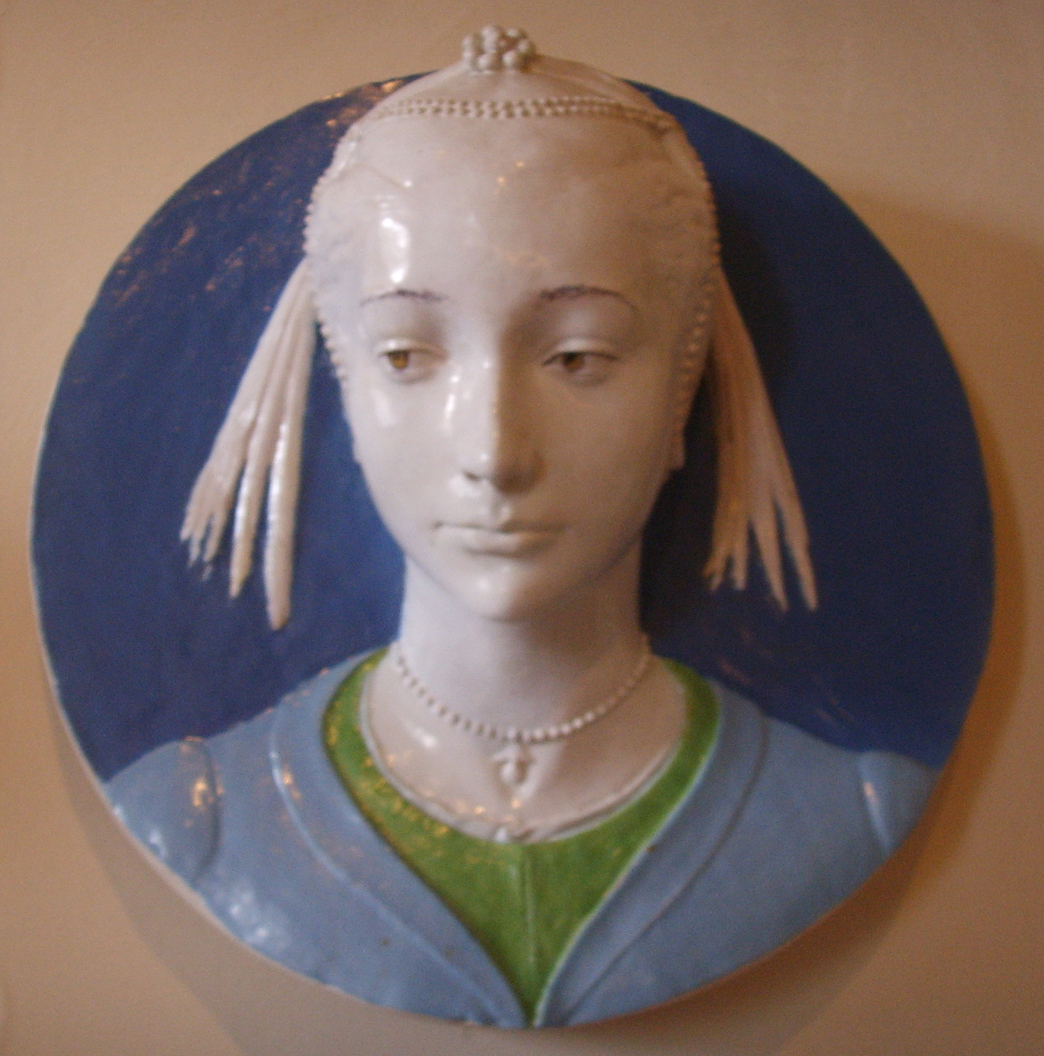
Андреа делла Роббиа. Портрет молодой девушки. 1465—1470. Майолика
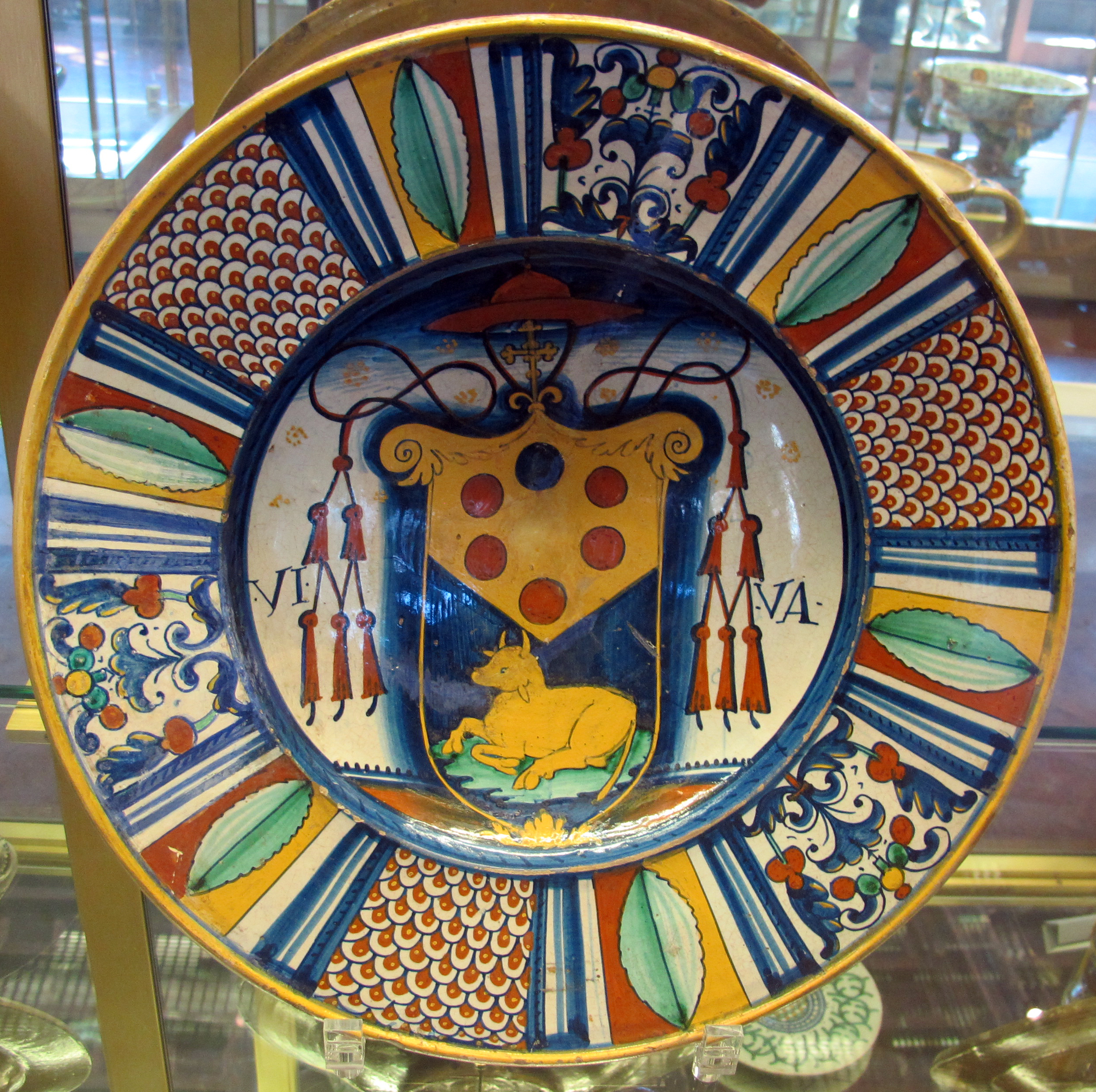
Блюдо с гербом кардинала Сильвио Пассерини. 1517—1529. Майолика, роспись. Дерута
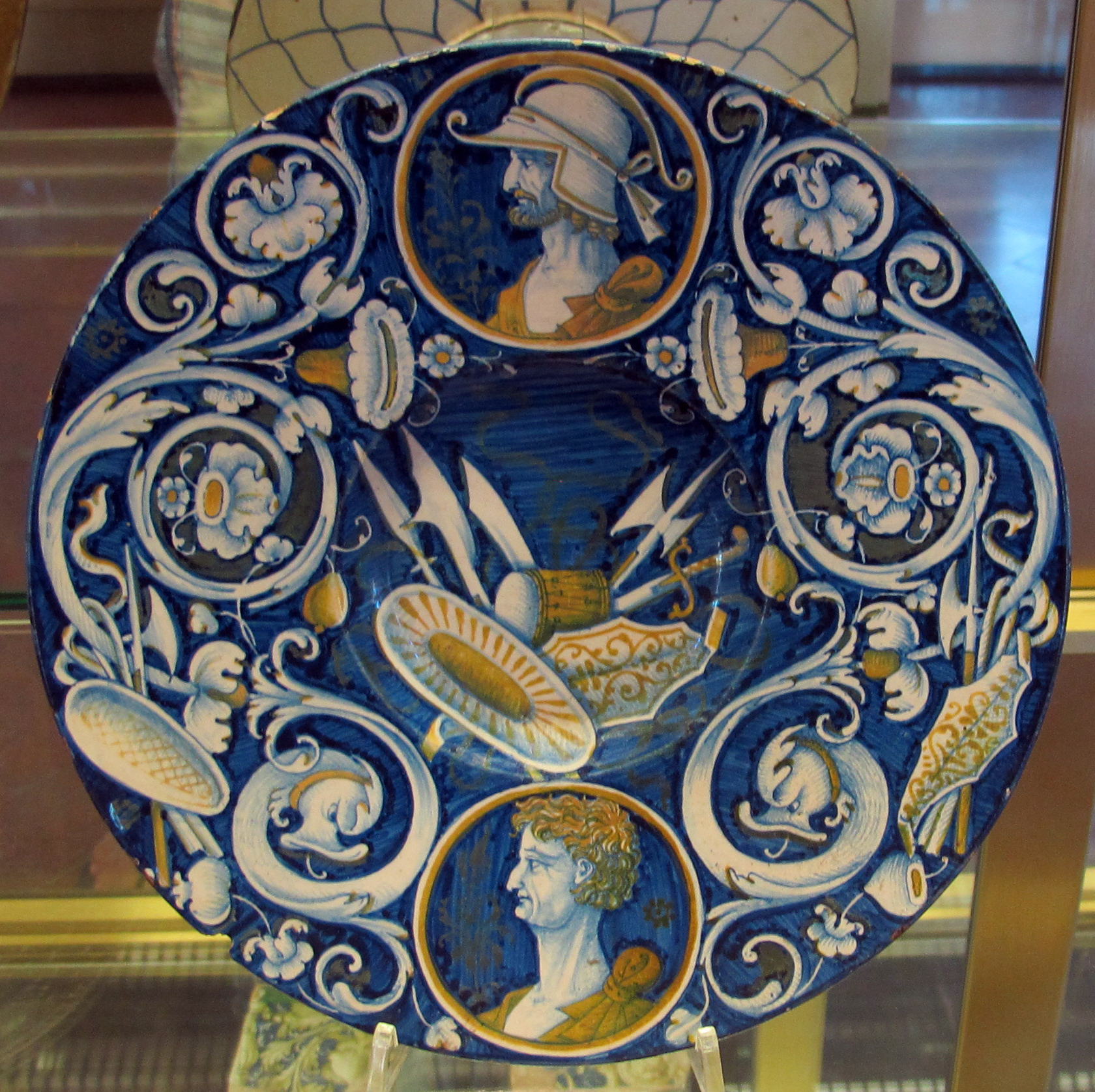
Тарелка с «трофеями и бюстом». 1520—1530. Майолика, роспись. Дерутская майолика (ит.)
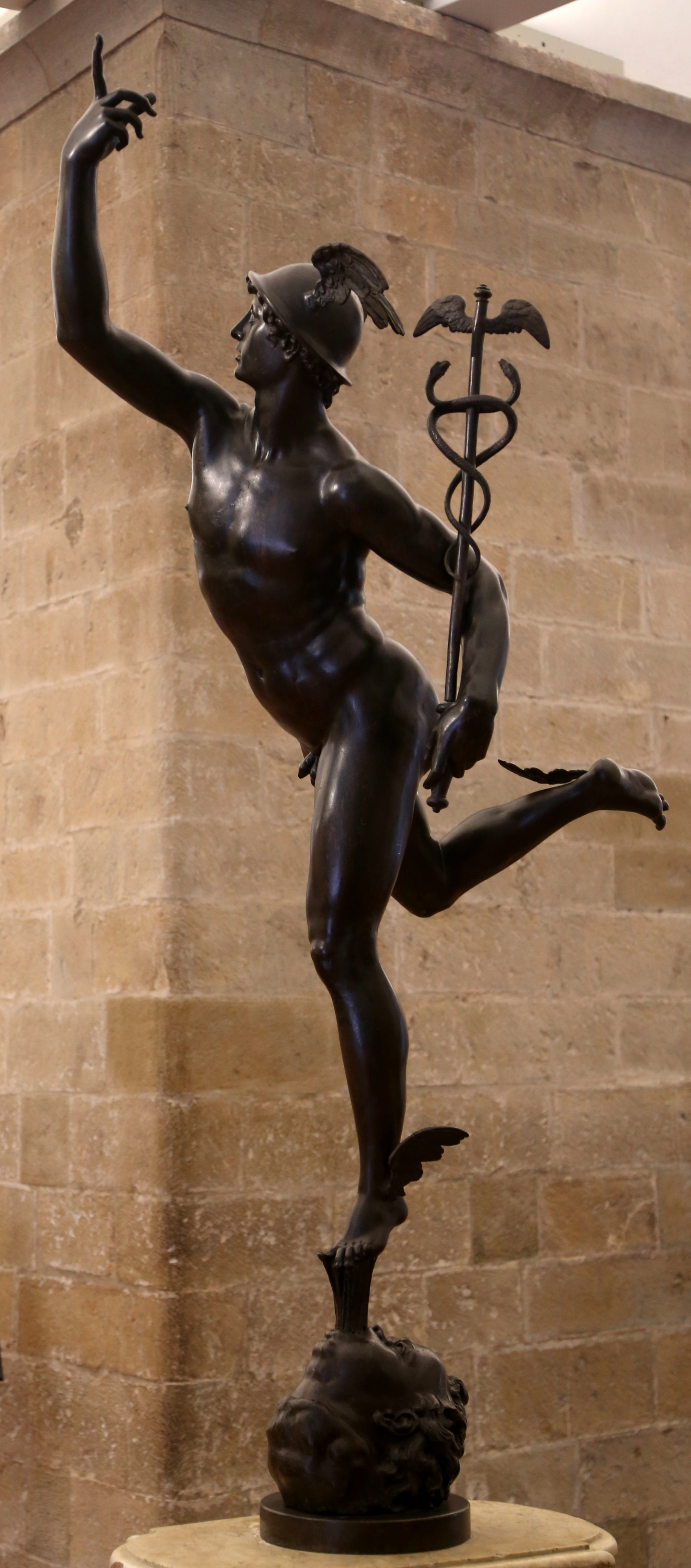
Дж. Болонья. Летящий Меркурий. 1580. Бронза